# Francisco de Osona
Francisco de Osona ou Francesc d'Osona, connu aussi sous le nom de Francisco de Osona le Jeune (vers 1465–1514), est un peintre espagnol de la Renaissance.
Il est né à Valence. Son père, Rodrigo de Osona, était également peintre et tous deux travaillaient ensemble dans leur atelier de Valence, ce qui entraine une certaine confusion dans les attributions. Toutefois, Francisco était plus ouvert aux nouvelles influences venues d'Italie. Francisco est mort en 1514, quatre ans avant le décès de son père.
On attribue à Francisco le tableau du Christ devant Pilate au Musée des Beaux-Arts de Valence, ainsi que l'Adoration des Mages au Victoria and Albert Museum. On a également de lui une Fuite en Égypte et une représentation de Grégoire Ier, réalisés pour la chartreuse de Vall de Crist et conservés à la cathédrale de Segorbe.

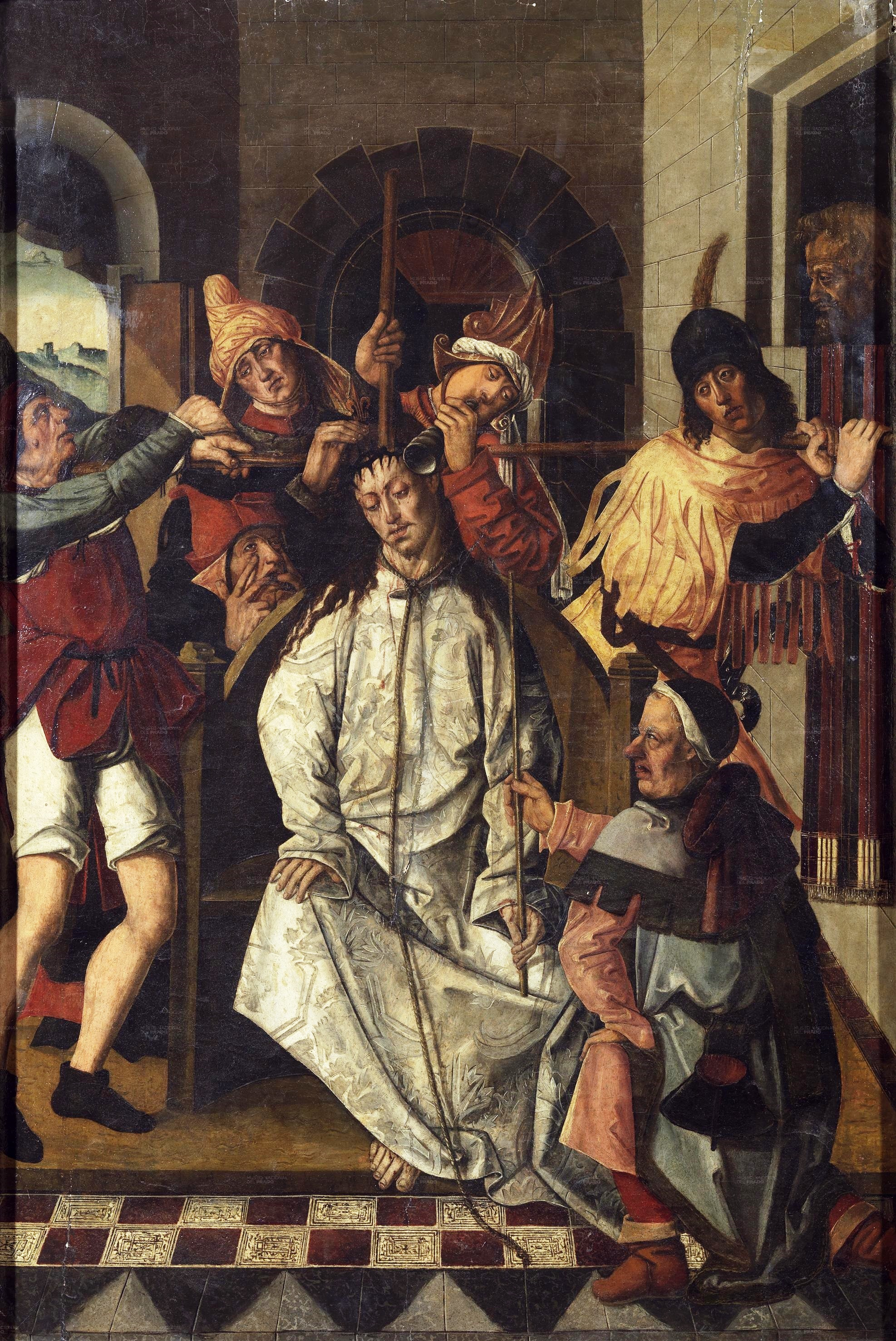
La couronne d'épines Musée du Prado, 1500.
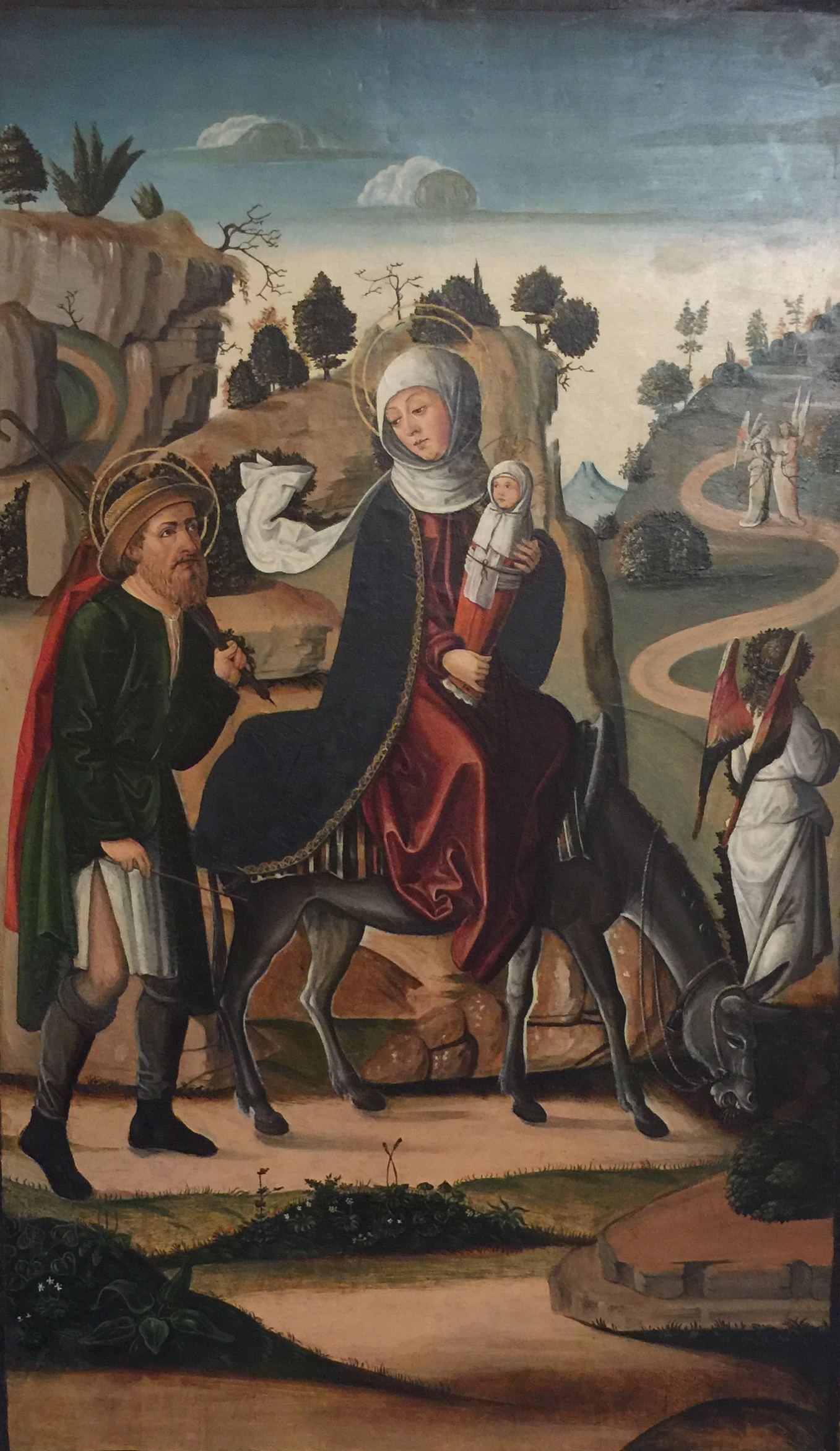
La Fuite en Égypte. Cathédrale de Segorbe (vers 1510).
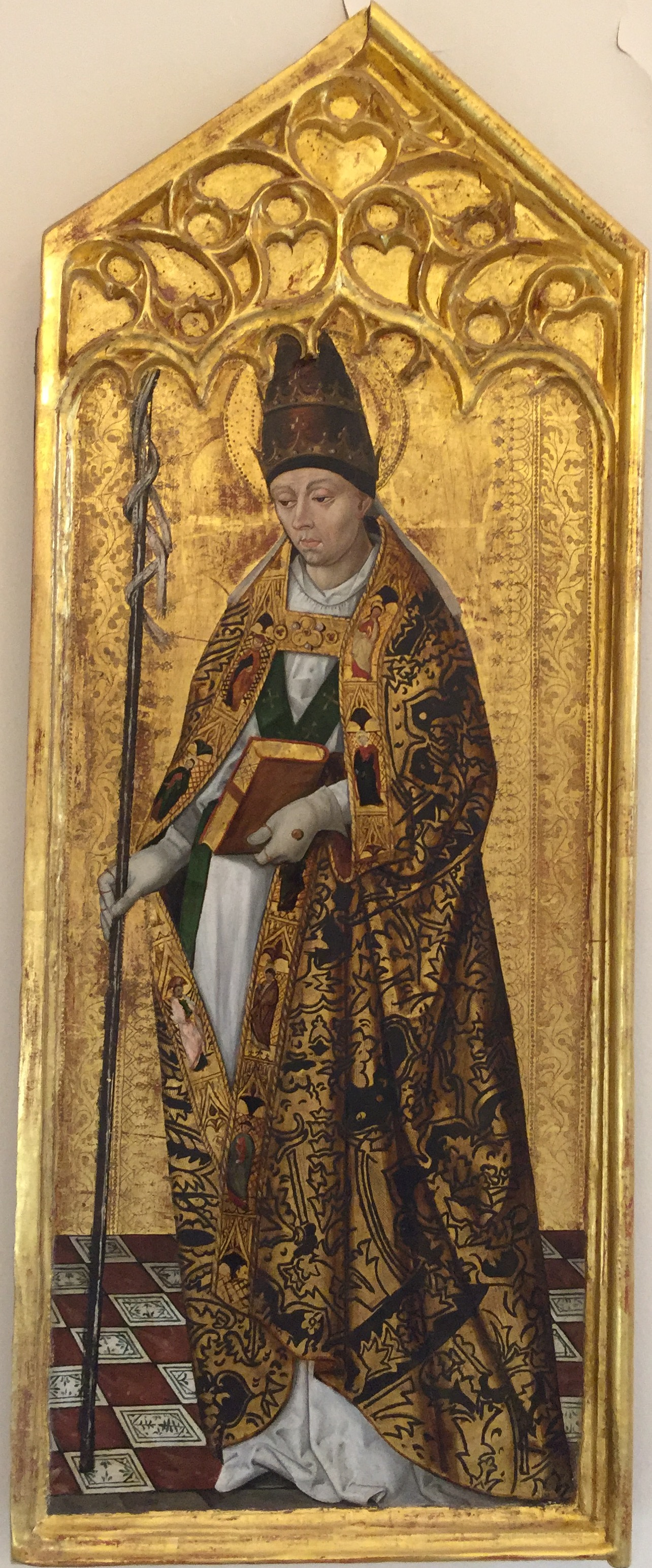
Grégoire Ier (vers 1500).